# Allium valdesianum
Allium valdesianum är en amaryllisväxtart som beskrevs av Brullo, Pavone och Cristina Salmeri. Allium valdesianum ingår i släktet lökar, och familjen amaryllisväxter. Inga underarter finns listade i Catalogue of Life.